# Flortir

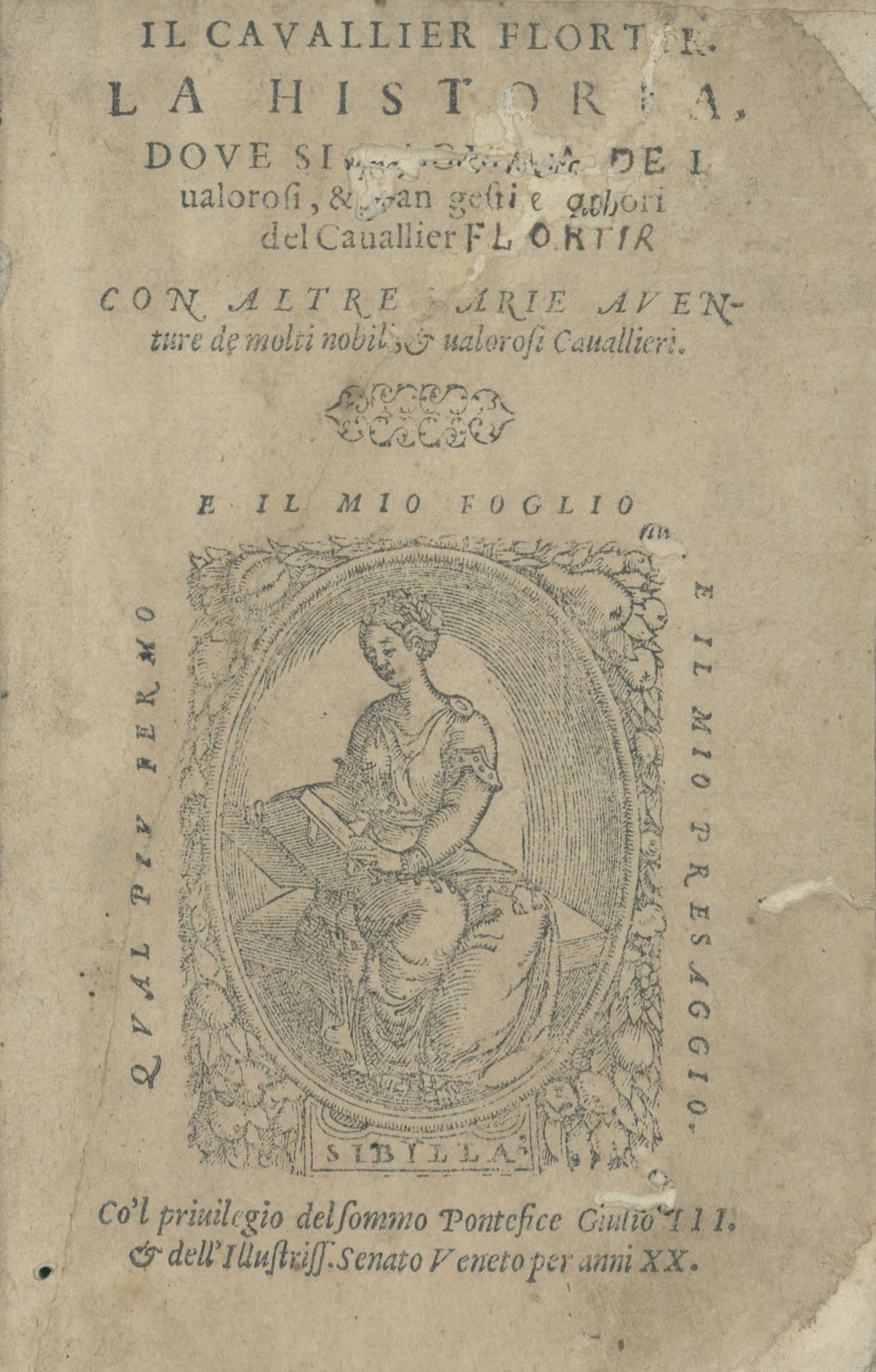
Primera edición de la primera parte. La ilustración representa a la Sibila leyendo.

Flortir es un libro de caballerías italiano, obra del prolífico autor caballeresco Mambrino Roseo. Se publicó por primera vez en Venecia en 1554, en la imprenta de Michele Tramezzino, con el título de La Historia dove si ragiona de i valorosi e gran gesti et amori del cavallier Flortir, fligliuolo dell'Imperator Platir. Es una continuación de la obra española Crónica del muy valiente y esforzado caballero Platir, perteneciente al ciclo de los Palmerines y publicada en Valladolid en 1533. El impresor Tramezzino dedicó la obra a la señora Leonora Salvagiana de Monte.
La obra, una de las más extensas del ciclo de los Palmerines, tiene 143 capítulos. Su protagonista es Flortir, hijo de Platir y de su esposa la princesa Florinda de Lacedemonia. Flortir ya había aparecido en los capítulos finales del Platir español, y que en este libro se enamora de Aurora, hija del soldán de Persia, con la cual se casa. En un episodio muy atípico de los libros caballerescos, Flortir llega a ocupar el trono del Imperio Griego debido a que su padre, el emperador Platir, es asesinado. Aunque Flortir llega a alcanzar una avanzada edad, el libro presenta además la particularidad de que el protagonista no logra tener con su esposa Aurora  un hijo que continúe sus hazañas y herede el trono imperial. 

## Teorías sobre un original español o una traducción española
Aunque no se conoce ninguna versión española de Flortir, se ha considerado la posibilidad de que la primera parte sea traducción de un texto originalmente escrito en español, debido a ciertas particularidades lingüísticas de la obra. También hay referencias a la obra en un texto francés de 1549, antes de que apareciera el original italiano. Sin embargo, hoy parece claro que fue obra de Roseo, que tradujo muchas obras castellanas al italiano y pudo haberse acostumbrado a algunos modismos españoles. 
El estudioso español Pascual de Gayangos planteó la posibilidad de que se hubiera traducido al español, ya que en unos apuntes manuscritos que dejó don Jerónimo Gascón de Torquemada, cortesano y escritor español del siglo XVII, se consigna que "Leyendo días pasados en uno de esos libros con que el vulgo se entretiene y deleita en que se contienen las fabulosas aventuras de un descendiente de Palmerín de Oliva, llamado Flotir..."; pero hay que tomar en cuenta que Flortir aparecía ya en los capítulos finales de Platir y que además Gascón de Torquemada escribe Flotir y podría haberse estado simplemente refiriendo al propio Platir. Por otra parte, no indica que leyera el libro en castellano y bien podría estarse refiriendo a un ejemplar en italiano.

## Reimpresiones
Flortir tuvo una popularidad considerable, ya que el mismo Tramezzino volvió a imprimirla en Venecia en 1560 y 1565; en 1573 hubo dos ediciones más en Venecia, una por el impresor Enea de Alaris y otra por Domenico Farri. En 1581 fue reimpreso en la misma ciudad por Giovanni Battista Porta y en 1608 por Lucio Spineda. 

## Continuación
En 1560 Mambrino Roseo publicó en la imprenta de Tramezzino El segundo libro de Flortir, que también tuvo un éxito considerable. Sin embargo, esta obra, más que una continuación de Flortir, continuó la acción de la Segunda parte de Platir, obra del mismo Roseo publicada también en 1560, cuyo protagonista era Darnandro, primo hermano de Flortir e hijo de Darineo de Grecia, hermano mayor de Platir.